# Kachna bystřinná
Kachna bystřinná (Merganetta armata) je vrubozobý pták, žijící v horských bystřinách And v nadmořské výšce přesahující 1500 metrů. Indiáni v Peru, hovořící jazykem kečua, ji nazývají mayu chhulla, „Pták říční jinovatky“. Dorůstá délky 40 až 45 cm, samci váží okolo 450 gramů a samice okolo 350 gramů. Zbarvení je stejné po celý rok (nemají klidový šat), přičemž je jedním z mála pohlavně dimorfních druhů ptáků, u kterých je samice pestřejší než samec. Samci jsou zbarvení černě a bíle, hlava je bílá s výrazným vodorovným černým pruhem, zatímco samice má šedý hřbet a jasně oranžové až bronzově lesklé břicho a hruď. Křídla jsou u obou pohlaví šedohnědá, s jasně zeleným „zrcátkem“ (speculum).
Kachna bystřinná je obratný plavec, který dokáže zdolat prudký proud horských potoků a potápí se až na 20 sekund, přičemž loví larvy jepic a muchniček, drobné měkkýše, korýše a rybky, k prohledávání škvír mezi kameny jí slouží plochý měkký zobák. Při šplhání po vlhkých kamenech jí poskytuje oporu ocas tvořený tuhými pery. Adaptace na vodní prostředí vede k tomu, že se kachna na souši pohybuje těžkopádně a je špatný letec. Je výrazně teritoriálním druhem, který tvoří monogamní páry. Samci používají k ochraně území špičaté kostnaté ostruhy na křídlech, které daly kachně bystřinné druhové jméno armata (ozbrojená). Hnízdí v dutinách stromů nebo ve skalních rozsedlinách, samice klade tři až čtyři vejce, z nichž se mláďata líhnou asi po šesti týdnech.

## Poddruhy
- M. a. colombiana
- M. a. leucogenis
- M. a. armata
- M. a. berlepschi
- M. a. garleppi
- M. a. turneri